# Paul Blake (ator)
Paul Blake (1904 — 28 de janeiro de 1960) foi um ator britânico da era do cinema mudo.